# Kompleks Kapitolu w Czandigarh
Kompleks Kapitolu w Czandigarh – zespół budynków w Czandigarh w Indiach w stylu brutalizmu i w stylu międzynarodowym, zaprojektowany przez Le Corbusiera, wznoszony od 1953 roku, nadal w pełni nieukończony; wpisany w 2016 roku na listę światowego dziedzictwa UNESCO jako część wpisu „Dzieła architektury Le Corbusiera jako wybitny wkład do modernizmu”.

## Historia
Na skutek podziału Indii w 1947 roku kraina Pendżab została podzielona pomiędzy Indie i Pakistan, gdzie znalazła się stolica Pendżabu – Lahaur; zaistniała wówczas potrzeba budowy nowej indyjskiej stolicy Pendżabu. Ówczesny premier Indii, Jawaharlal Nehru pragnął, aby nowa stolica miała postępowy i nowoczesny wizerunek. W marcu 1948 roku zapadła decyzja o budowie nowego miasta na terenie 114,59 km² w dystrykcie Ambala u podnóża gór Siwalik (w dalszym planie u podnóża Himalajów) na wysokości 365 m n.p.m..  
Pod budowę miasta wybrano wieś Kansal, wolną od historycznej zabudowy. Początkowy plan zabudowy nowego miasta Czandigarh (jego nazwa nawiązuje do bogini Ćandi, której świątynia znajdowała się w zburzonej pod budowę miasta wsi) został przygotowany przez Alberta Mayera i Macieja Nowickiego, jego konsultanta w duchu miasta ogrodu. Po śmierci Macieja Nowickiego Albert Mayer wycofał się z przedsięwzięcia, a prace nad projektem przejął Le Corbusier (na zaproszenie premiera Nehru), który wyznaczył swojego kuzyna, Pierre'a Jeannereta na architekta, który pracował na miejscu. Pierwszy szkic kompleksu powstał 3 marca 1951 roku. Le Corbusier znacząco przerobił plan Mayera, m.in. przekształcił krzywoliniowe ulice w ich prostoliniową siatkę, nadał całości założenia układ niemal prostokątny. Projekt Le Corbusiera zakładał wzniesienie czterech budynków rządowych i sześciu pomników zgodnie z zasadami planowania określonymi przez Congrès international d’architecture moderne. Jeden z budynków, mający stanowić centrum założenia Pałac Gubernatora nie doczekał się realizacji, gdyż został odrzucony przez Nehru jako „niedemokratyczny“. Projekt Pałacu Gubernatora przekształcono w projekt Muzeum Wiedzy, który również nie doczekał się realizacji (architekt Lawrence Nield zaproponował, aby w tym miejscu utworzyć boisko do krykieta). Budynki w stylu brutalizmu były wznoszone od 1953 roku przez chłopów i pracowników budowlanych, beton był lany do drewnianych form. Miasto zostało oficjalnie otwarte przez premiera Nehru w październiku 1953 roku. W budynkach Kapitolu nie rezydują lokalne władze miasta, które mają swoją siedzibę w centrum Czandigarh.
Le Corbusier planował zorganizować zabudowę mieszkaniową w rodzaju Unité d’habitation, jednak lokalne władze uznały, że mieszkania należy wybudować w oparciu o status ich przyszłych lokatorów, których podzielono na 13 kategorii z uwagi na ich pozycję i zarobki, czym Le Corbusier był rozgoryczony. Prace nad zabudową mieszkaniową powierzono ostatecznie Pierre'owi Jeanneretowi, Maxwellowi Fry'owi i Jane Drew. Rozczarowany Le Corbusier częściowo zmienił swoje plany zespołu Kapitolu tak, aby część mieszkalna nie była widoczna z części rządowej. Kompleks położony na północy miejscowości pozostaje odizolowany od reszty miasta. Kompleks wykorzystywali jednak mieszkańcy Kansal, grali na jego terenie w krykieta, korzystali z basenów przy Pałacu Zgromadzeń do prania i mycia bydła. 
Kompleks został ukończony w trzech czwartych do 1956 roku; główne elementy kompleksu zostały ukończone w 1961 roku.  
Część oryginalnego wyposażenia zaprojektowana przez Le Corbusiera nie zachowała się – meble zostały wystawione na sprzedaż. Pierwotnie cały kompleks był dostępny bez ograniczeń dla mieszkańców i zwiedzających, ale po Operacji Niebieska Gwiazda teren został ogrodzony płotem z drutem kolczastym ze strzeżonymi wejściami. Dostępne jest tylko krótkie, darmowe oprowadzanie z przewodnikiem. Według Vinayaka Bharnego obecnie (2011 rok) kompleks Kapitolu wygląda jak „niedokończona utopia”, a William J. R. Curtis określił kompleks słowami: „kolosalny grób, dostojna ruina”. Esplanada jest rzadko wykorzystywana, nawet obchody Dnia Niepodległości odbywają się w innym sektorze miasta. Dzięki działalności ruchu społecznego „Free the Open Hand Campaign” rząd od stycznia 2010 roku zezwolił na spotkania pod pomnikiem Otwartej Dłoni. 
Władze miasta starały się o wpisanie założenia na listę światowego dziedzictwa UNESCO od grudnia 2007 roku. Kompleks Kapitolu został w 2016 roku wpisany na tę listę wraz z 16 innymi obiektami pod oficjalną nazwą „Dzieła architektury Le Corbusiera jako wybitny wkład do modernizmu”.

### Sekreteriat(inne języki)
Le Corbusier określił ten projekt jako „parlament na wolnym powietrzu”. Budynek został zaprojektowany w 1952 roku, budowę ukończono w 1959 roku; gmach jest wykorzystywany jako siedziba władz Pendżabu i Hariany, pomimo faktu, że miasto nie należy ani do Pendżabu, ani do Hariany i ma status terytorium związkowego od 1966 roku.

### Budynek Sądu Najwyższego
Przy projekcie budynku sądu Le Corbusier współpracował z sędzią A. N. Bhandarim. Budynek jest wykorzystywany jako siedziba sądu najwyższego od 17 stycznia 1955 roku (oficjalne otwarcie Jawaharlal Nehru ogłosił na 19 marca 1955 roku), znajdują się w nim także biura organów administracyjnych oraz archiwa i biblioteka, a także Muzeum Sądu Najwyższego, otwarte w 2006 roku. Z racji niewystarczającej ilości miejsca budynek rozbudowano o dodatkowe skrzydło z cegły w 1962 roku, bez zaburzenia pierwotnej koncepcji.

### Pałac Zgromadzeń(inne języki)
Gmach wzniesiono w 1955 roku. Budynek jest wykorzystywany jako siedziba lokalnego senatu.

### Wieża Cieni
Pawilon do kontemplacji ukończony w latach 80. XX wieku. Przy pracy nad Wieżą Cieni powstało ponad sto rysunków.

### Pomnik Otwartej Dłoni(inne języki)
W miejscu niezrealizowanego Pałacu Gubernatora bądź Muzeum Wiedzy znalazł się pomnik z rzeźbą ręki przypominającej sylwetkę gołębia, był bardzo ważnym elementem dla Le Corbusiera, na którego realizację stanowczo nalegał pomimo niechęci władz. Wybudowano go wraz z Głębią Rozważań około 1985 roku.

### Pomnik Męczenników
Miejsce pamięci zaprojektowane przez Le Corbusiera, jego budowa rozpoczęła się już po jego śmierci w 1973 roku, pracował nad nim wówczas rzeźbiarz Sankho Chaudhuri; pomnik miał zostać ostatecznie ukończony w 2022 roku;

### Wzgórze Geometryczne
Wzgórze usypano z odpadów budowlanych, miało zasłaniać Pałac Zgromadzeń.

## Architektura
Zdaniem Stanislausa von Moosa tematem przewodnim architektury w Czandigarh jest słońce, a więc dystrybucja światła i cienia, ciepła i chłodu.

### Budynki rządowe
Sekretariat – największy budynek kompleksu, o długości 254 m, wysoki na 42 m, 8-piętrowy, widziany z każdej części miasta; fasada rozczłonkowana z kwadratowymi oknami, zakończona z obu stron pochylniami dla pieszych, na użytkowym dachu znajduje się promenada, taras widokowy i kafeteria, gmach reprezentuje styl międzynarodowy. 
Budynek Sądu Najwyższego – gmach na planie litery L, wykonany w całości z betonu w formie prostopadłościanu z parasolowatym dachem; wejście główne zaznaczają trzy jaskrawo pomalowane pylony (pierwotnie pomalowane na biało), mogące przywodzić na myśl Bramę Zwycięstwa w kompleksie Fatehpur Sikri. Budynek mieści 8 sal posiedzeń i 40 innych pomieszczeń sądowych. W każdej z sal sądowych znajdują się tapiserie o powierzchni 12 m² i 8 m². Budynek nakrywa podwójny dach, zapewniający ochronę przed nadmiernym nasłonecznieniem, przestrzeń pozostawiona pomiędzy dachami pozwala na swobodną cyrkulację powietrza. 
Pałac Zgromadzeń – gmach w formie wielkiego prostopadłościanu o długości i wysokości około 38 m, który nakrywa dach w kształcie fali, elewacje z pilotis oparte na złotym podziale; z udostępnionym dachem; mieści dwie sale posiedzeń (Pendżabu i Hariany), pomiędzy którymi znajduje się otwarta przestrzeń forum. Budynek wieńczy hiperboliczny stożek. Przed gmachem znajdują się baseny. Pomiędzy Pałacem Zgromadzeń a budynkiem Sądu Najwyższego rozciąga się betonowa Esplanada o długości 440 m, przeznaczona dla pieszych.

### Pozostałe obiekty
Wieża Cieni – wielka wolnostojąca otwarta hala na planie kwadratu o bokach długości 15,49 m, wysokości około 10,11 m zbudowana z betonu na osi północ-południe pomiędzy Budynkiem Sądu Najwyższego a Pałacem Zgromadzeń; ściany zabudowano łamaczami światła z wyjątkiem niezabudowanej strony północnej, przez co wnętrze jest zacienione; budynek jest egzemplifikacją tezy Le Corbusiera, mówiącej, że „możliwe jest kontrolowanie światła słonecznego z czterech narożników budynku”.
Pomnik Otwartej Dłoni – instalacja wysoka na 26 m z rzeźbą przedstawiającą dłoń o wadze około 50 ton, która porusza się w zależności od kierunku wiatru, w zamierzeniu projektanta jest „symbolem witalizmu i zmienności życia indywidualnego i społecznego, symbolem intelektualnej otwartości na innego”. Symbolizuje, że nowe miasto jest „otwarte by dawać, otwarte by przyjmować”, dodatkowe znaczenia związane z pomnikiem to pokój i pojednanie. Poniżej pomnika znajduje się pochylnia dla pieszych prowadząca do transzei nazwanej Głębią Rozważań (ang. Depth of Consideration), przeznaczonej do publicznych debat i dyskusji.
Pomnik Męczenników – miejsce pamięci ofiar podziału Pendżabu, obejmuje zamkniętą przestrzeń na planie kwadratu i długą pochylnię dla pieszych; na kompozycję końcową ma składać się statua męczennika w agonii, dwa kawałki złamanej kolumny otoczonej gruzem symbolizujące upadek Imperium brytyjskiego, strzeżone przez tygrysa i węża.
Wzgórze Geometryczne – pagórek pokryty płytkami, na jednym zboczu znajduje się relief z dwoma półokręgami, który ma przedstawiać równowagę pomiędzy światłością a ciemnością, szczyt pagórka pokrywa murawa.

## Galeria

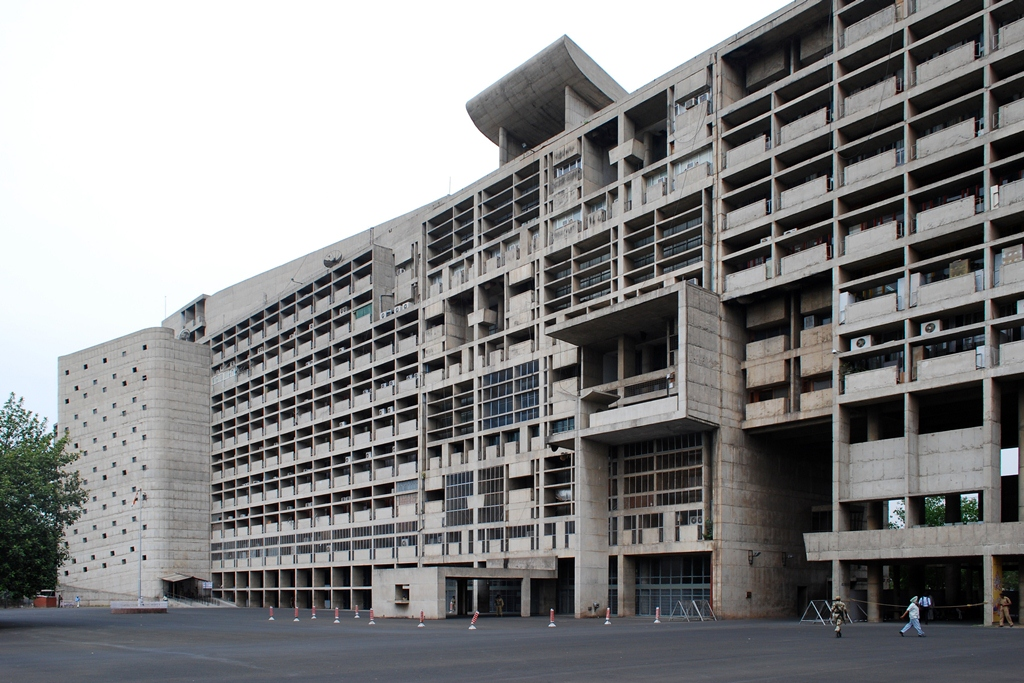
Elewacja Sekretariatu (2007)
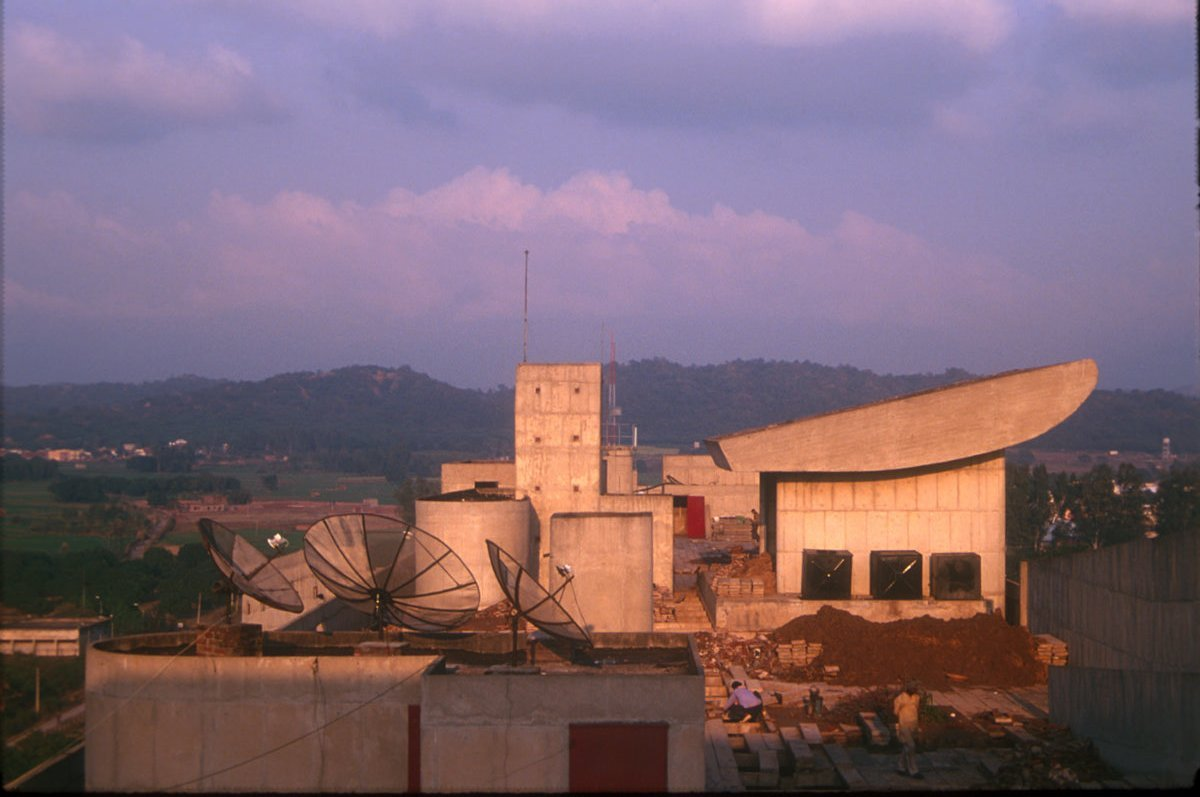
Dach Sekretariatu (2001)
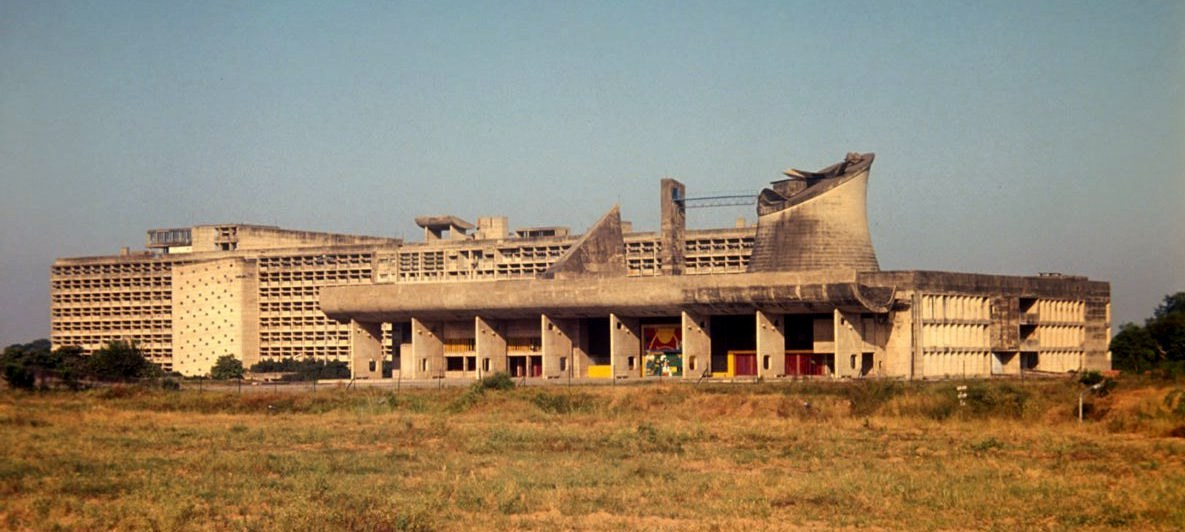
Sekretariat i Pałac Zgromadzeń (2001)
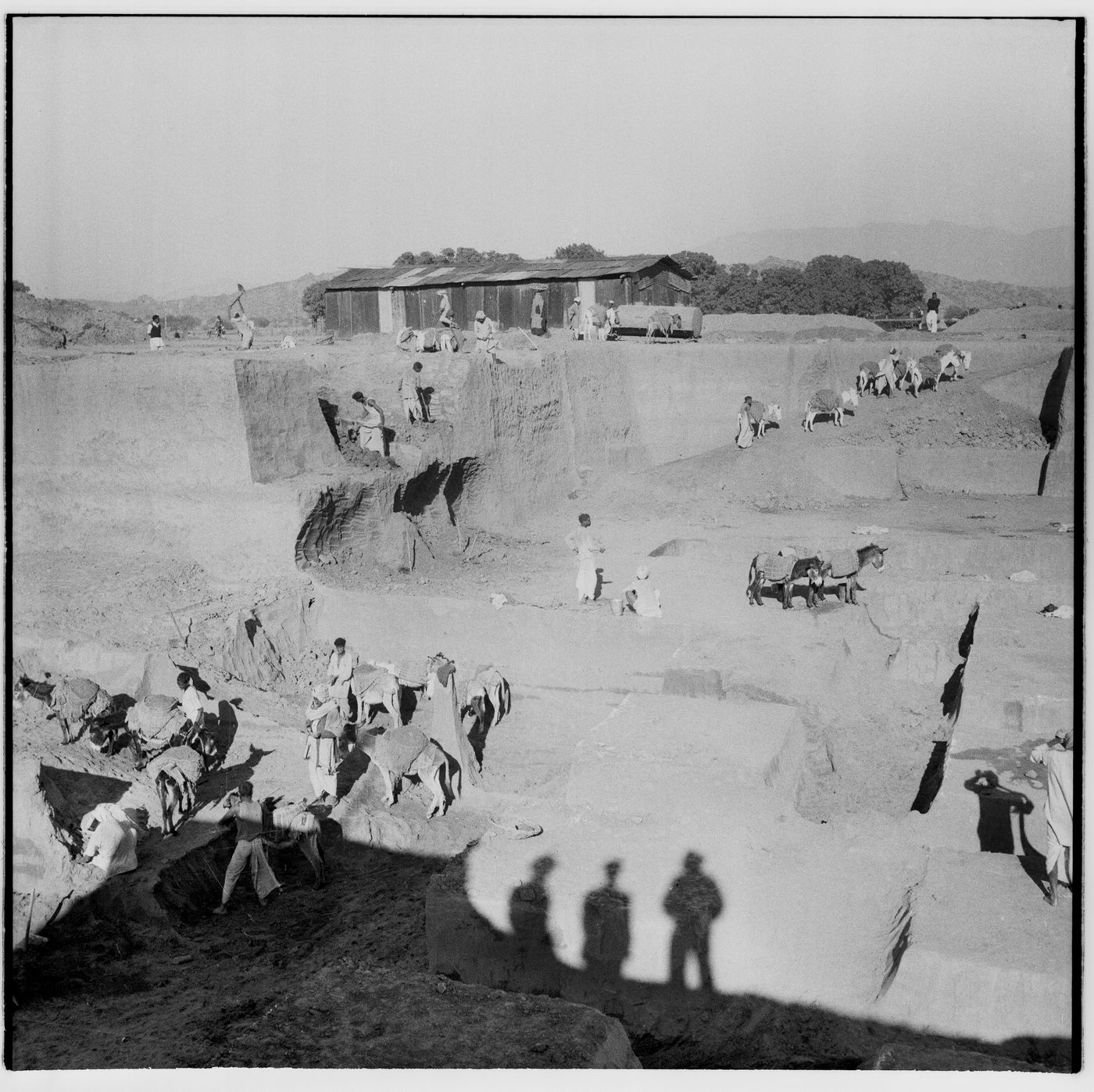
Wykopy pod fundamenty budynku Sądu Najwyższego (1952)
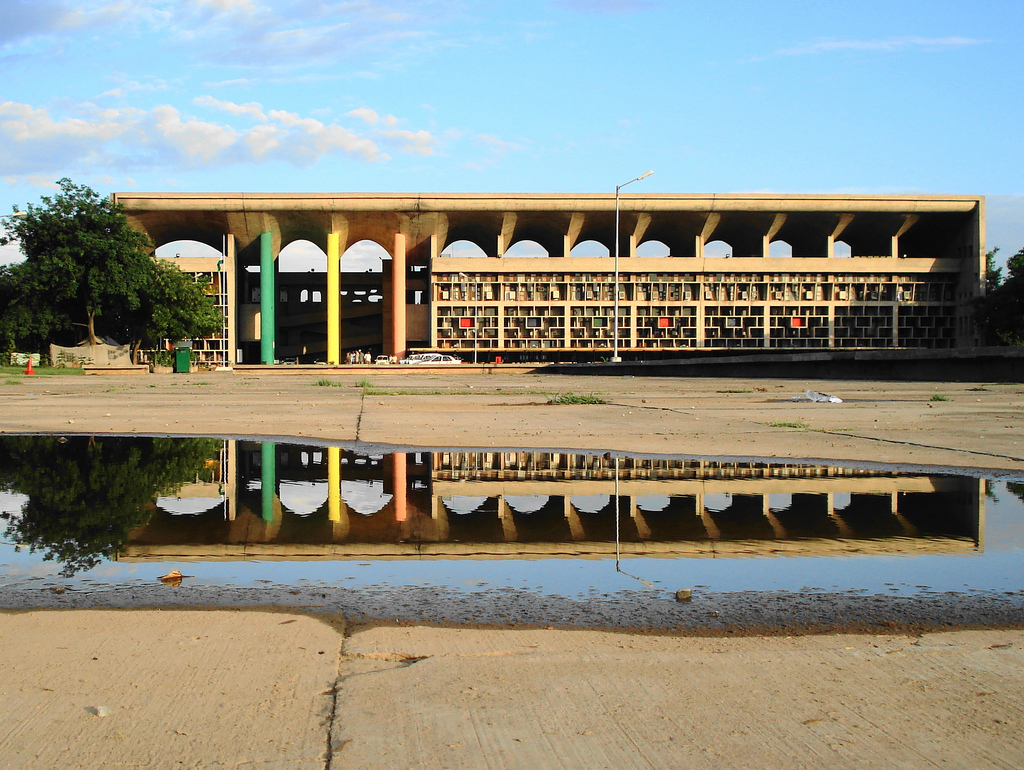
Budynek Sądu Najwyższego (2007)
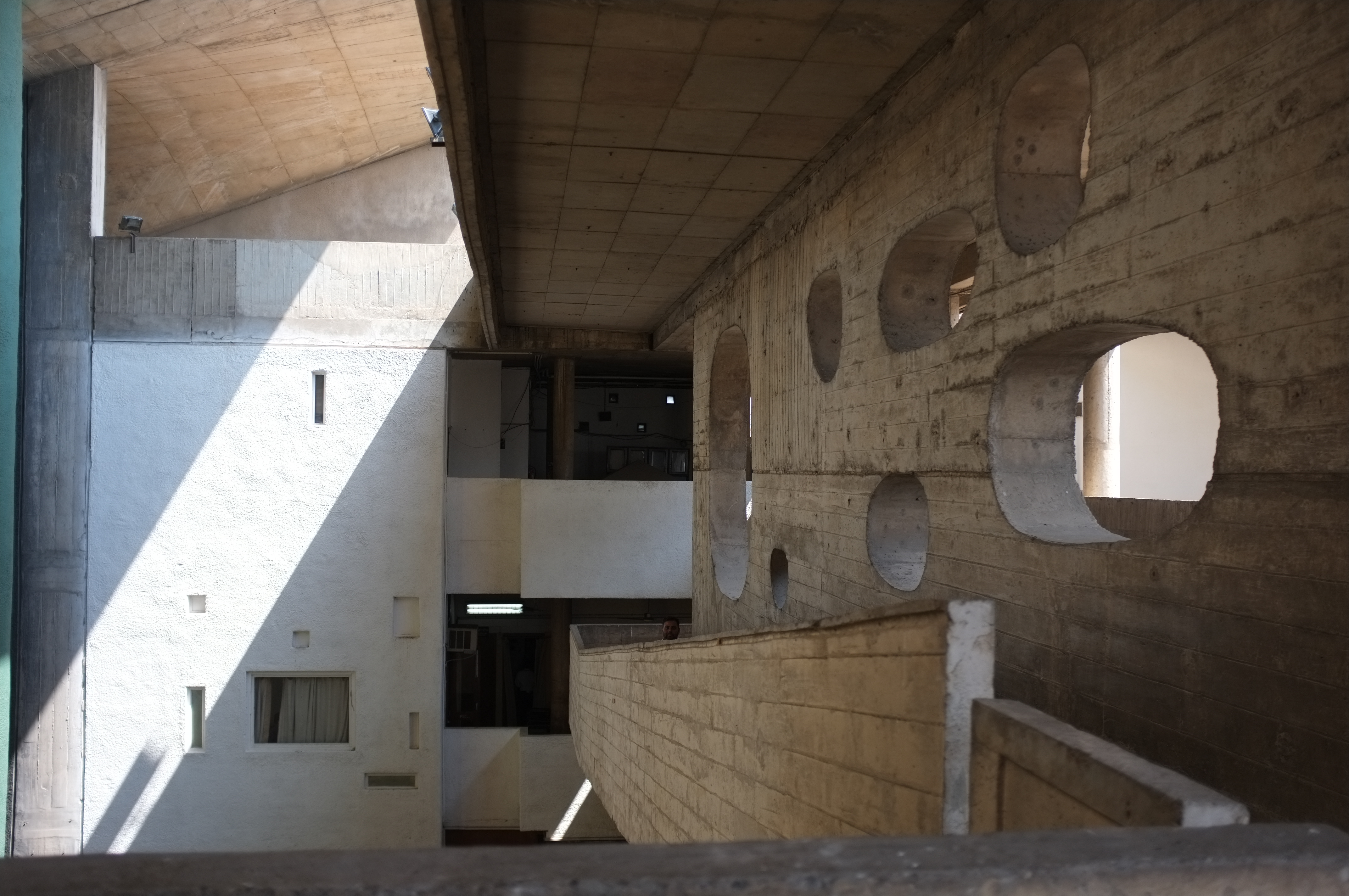
Wnętrze budynku Sądu Najwyższego (2011)
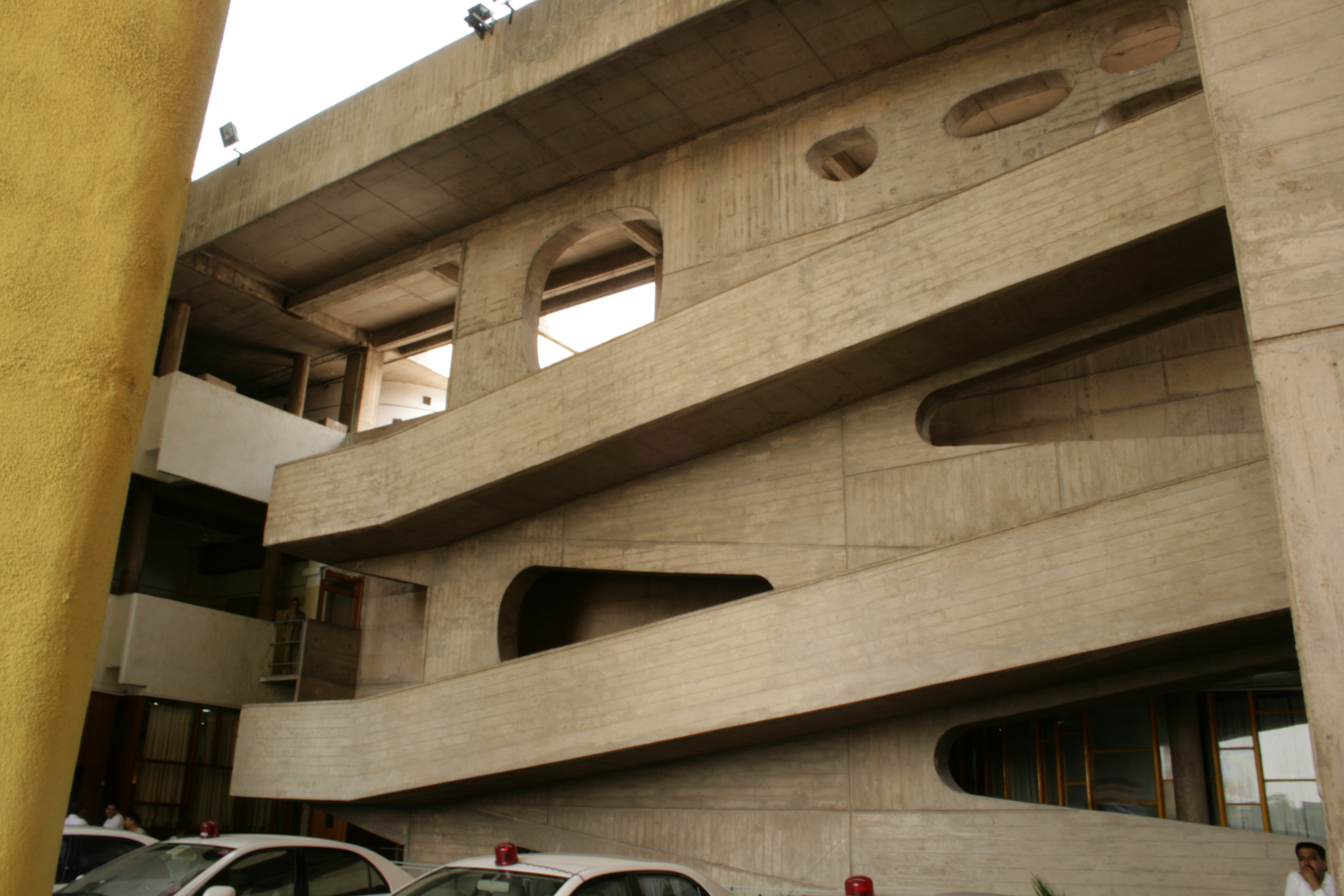
Pochylnie w Sądzie Najwyższym (2008)
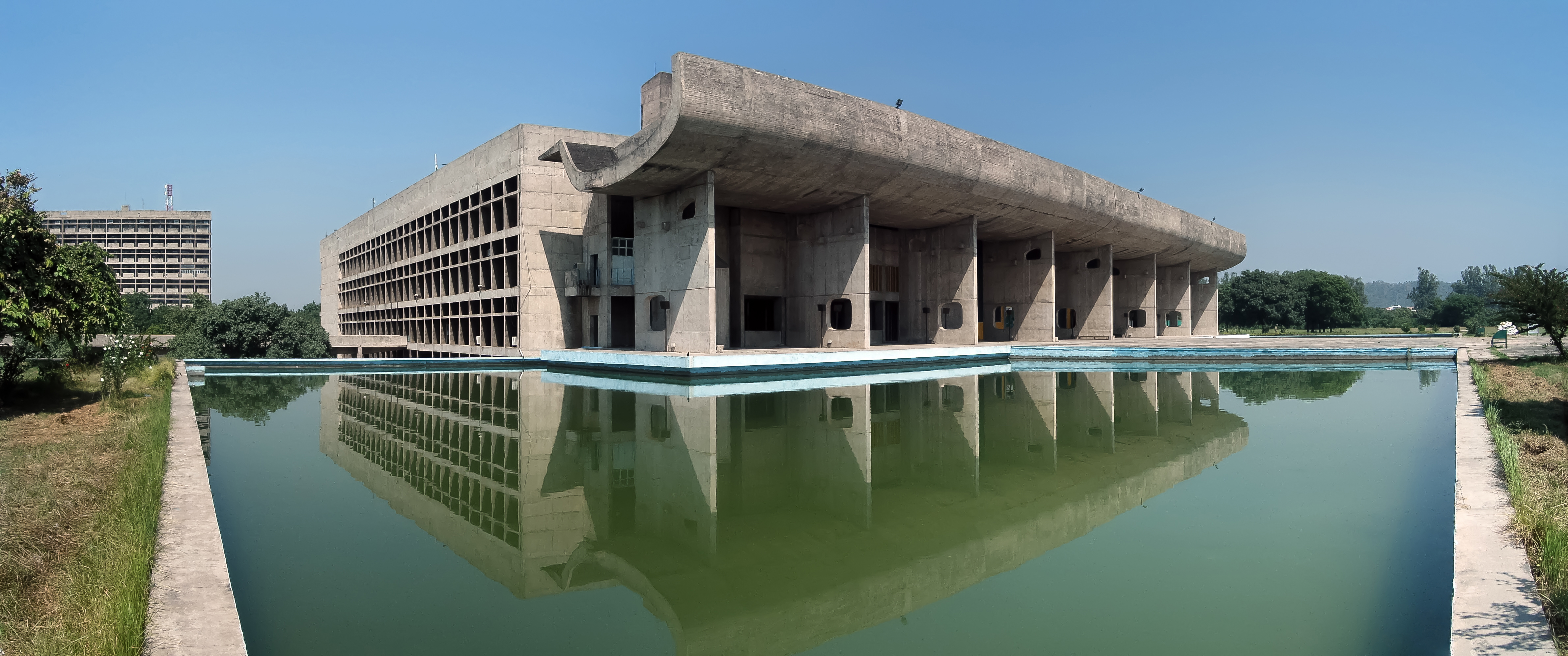
Pałac Zgromadzeń (2006)
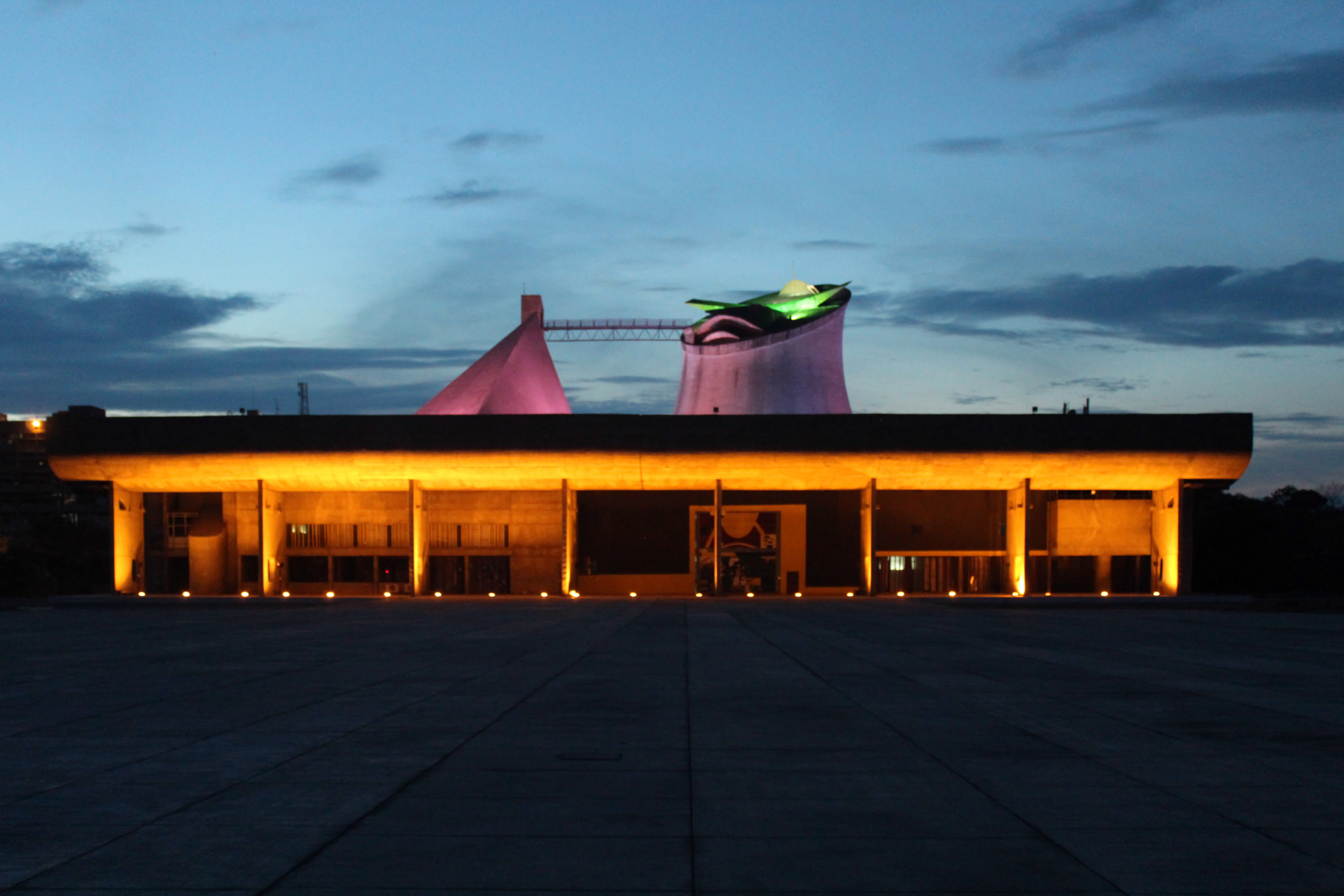
Pałac Zgromadzeń nocą (2016)
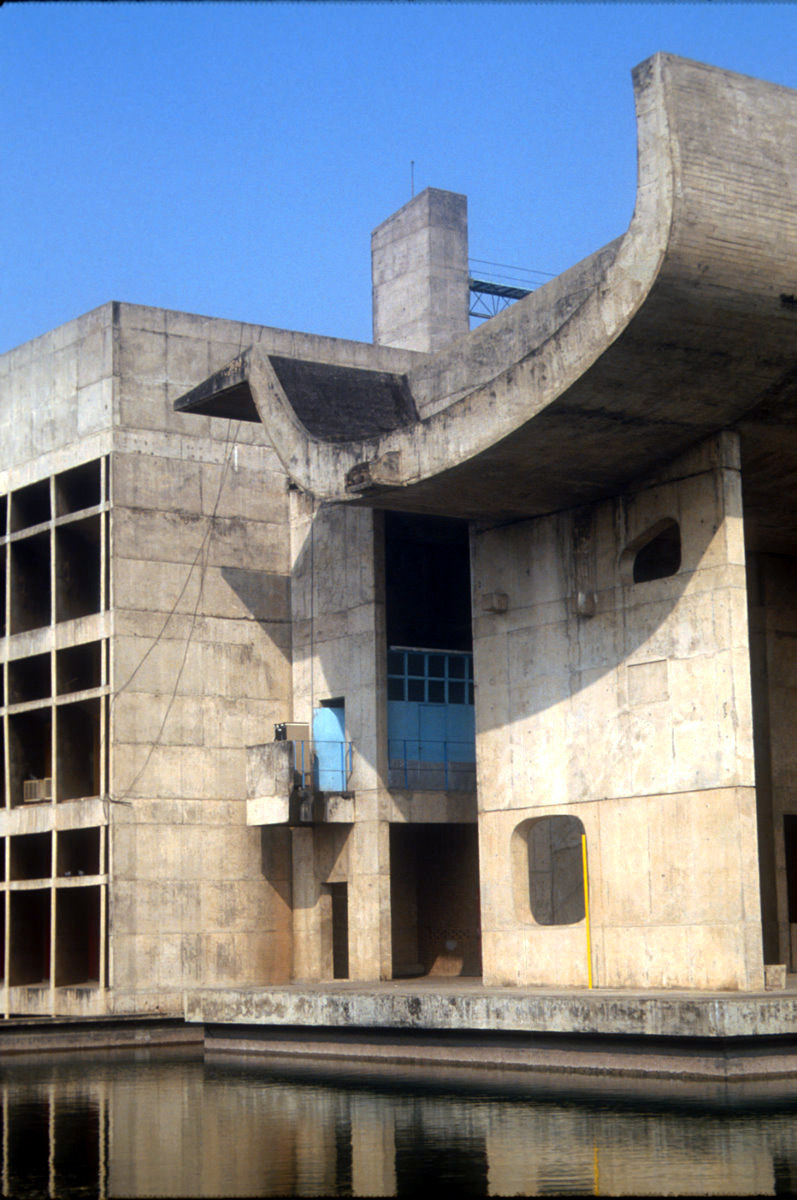
Część elewacji Pałacu Zgromadzeń (2001)
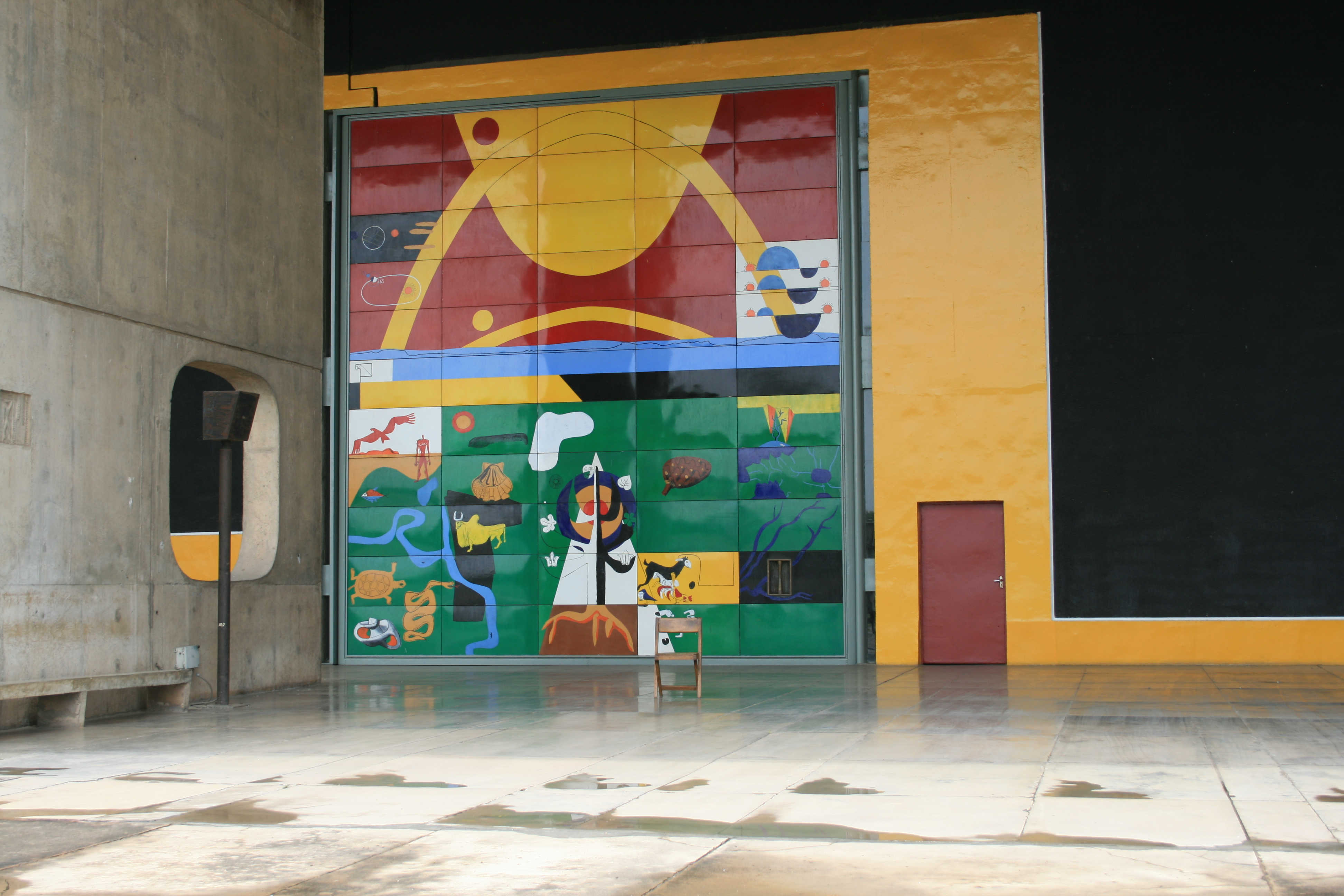
Drzwi Pałacu Zgromadzeń (2008)
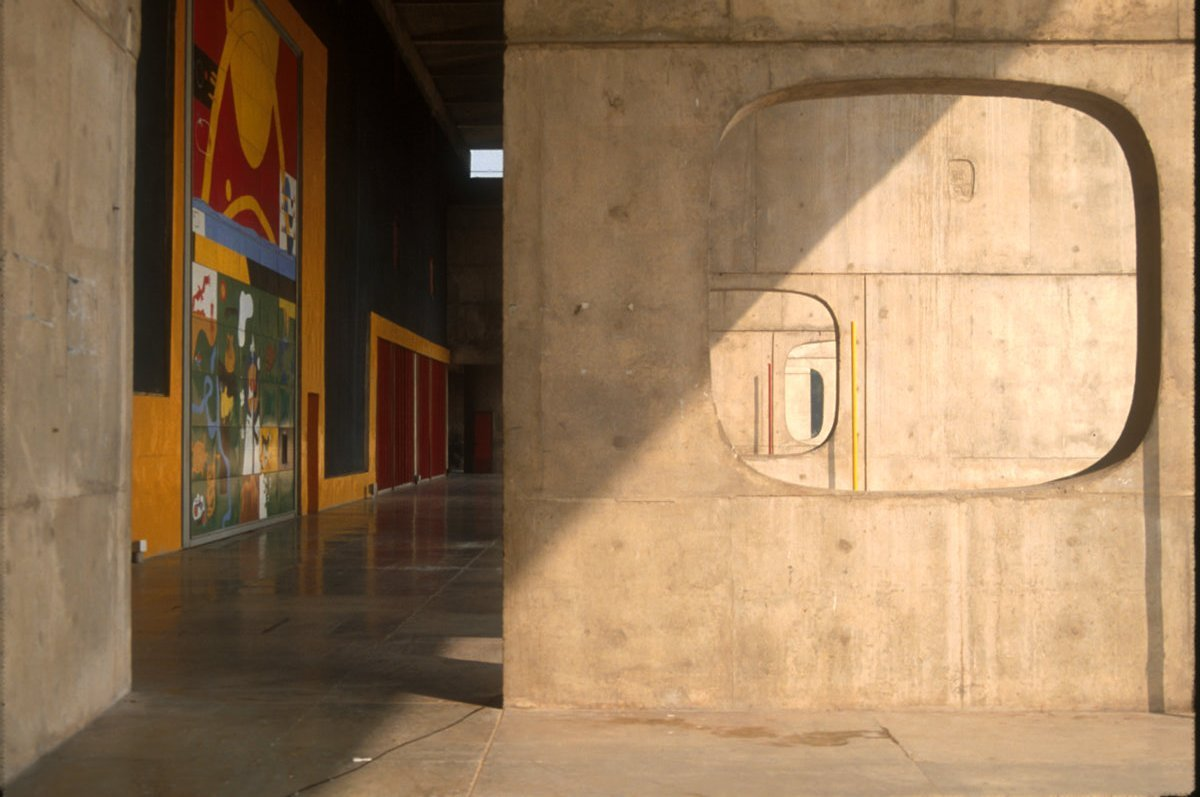
Kolumny przed wejściem do Pałacu Zgromadzeń(2001)
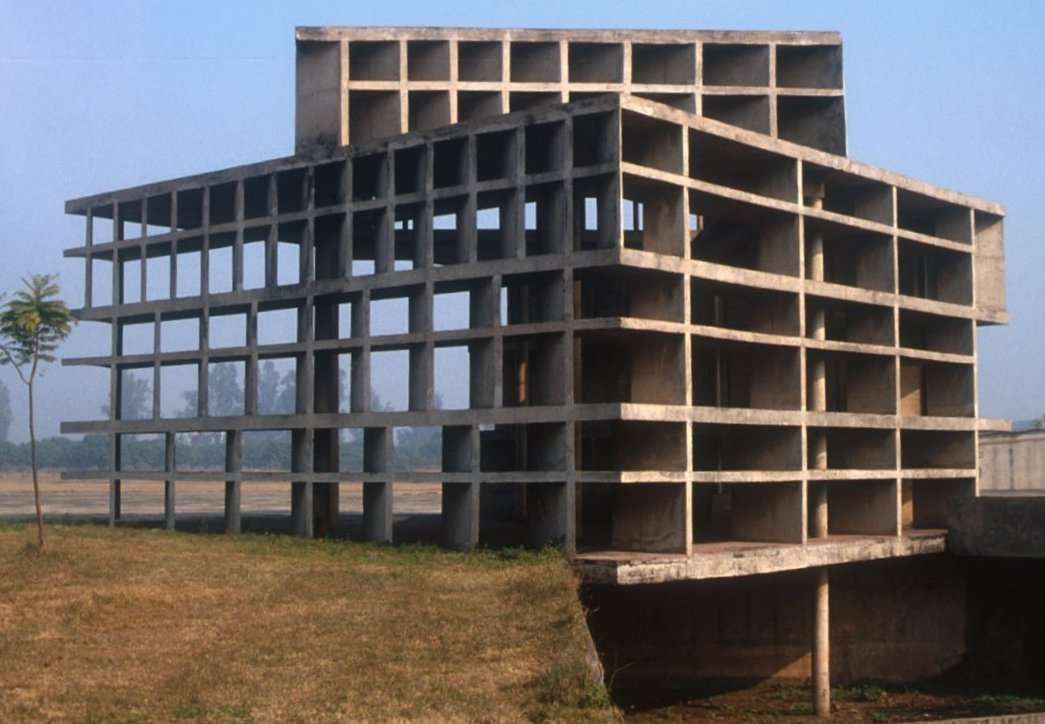
Wieża Cieni (2011)
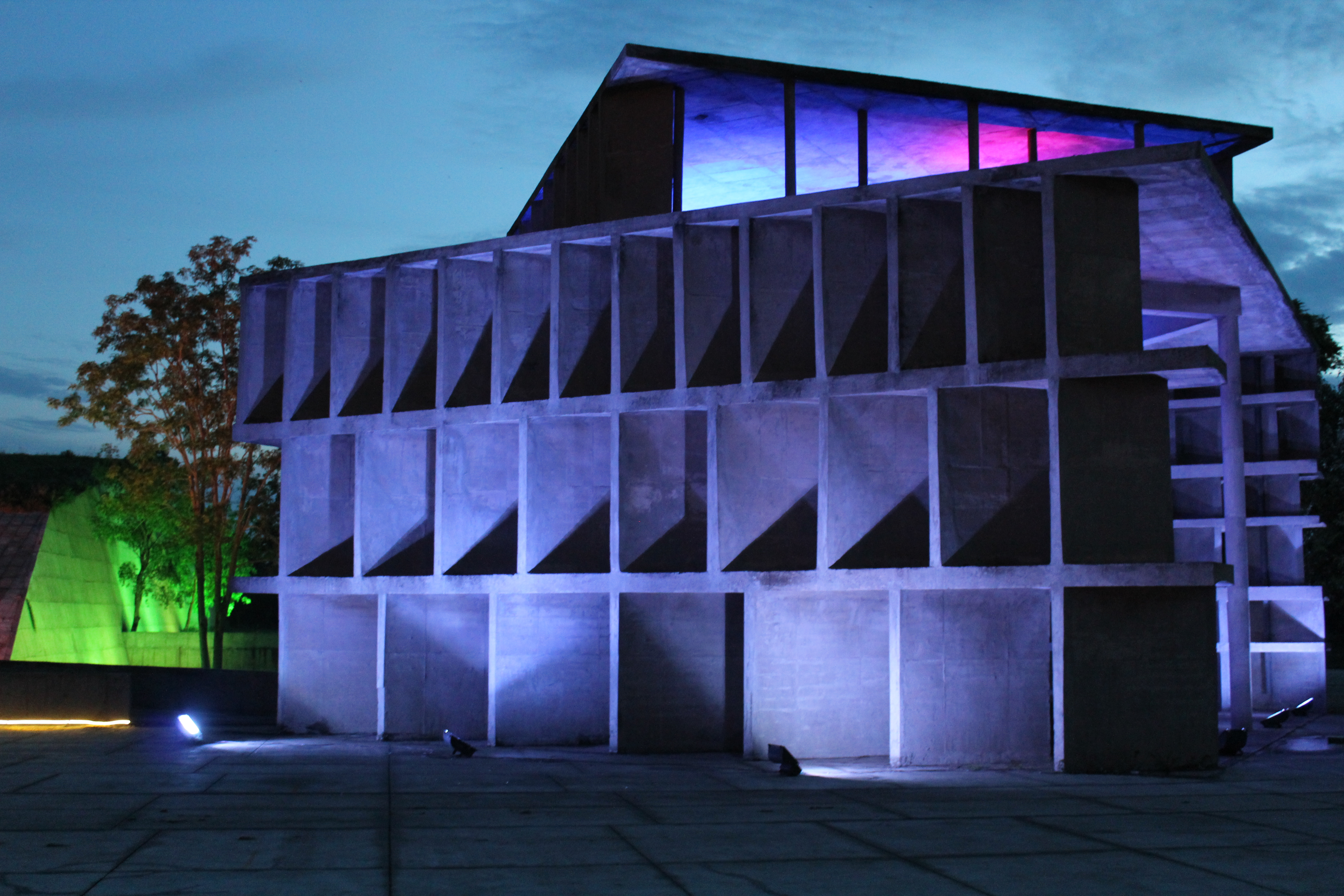
Wieża Cieni nocą (2016)
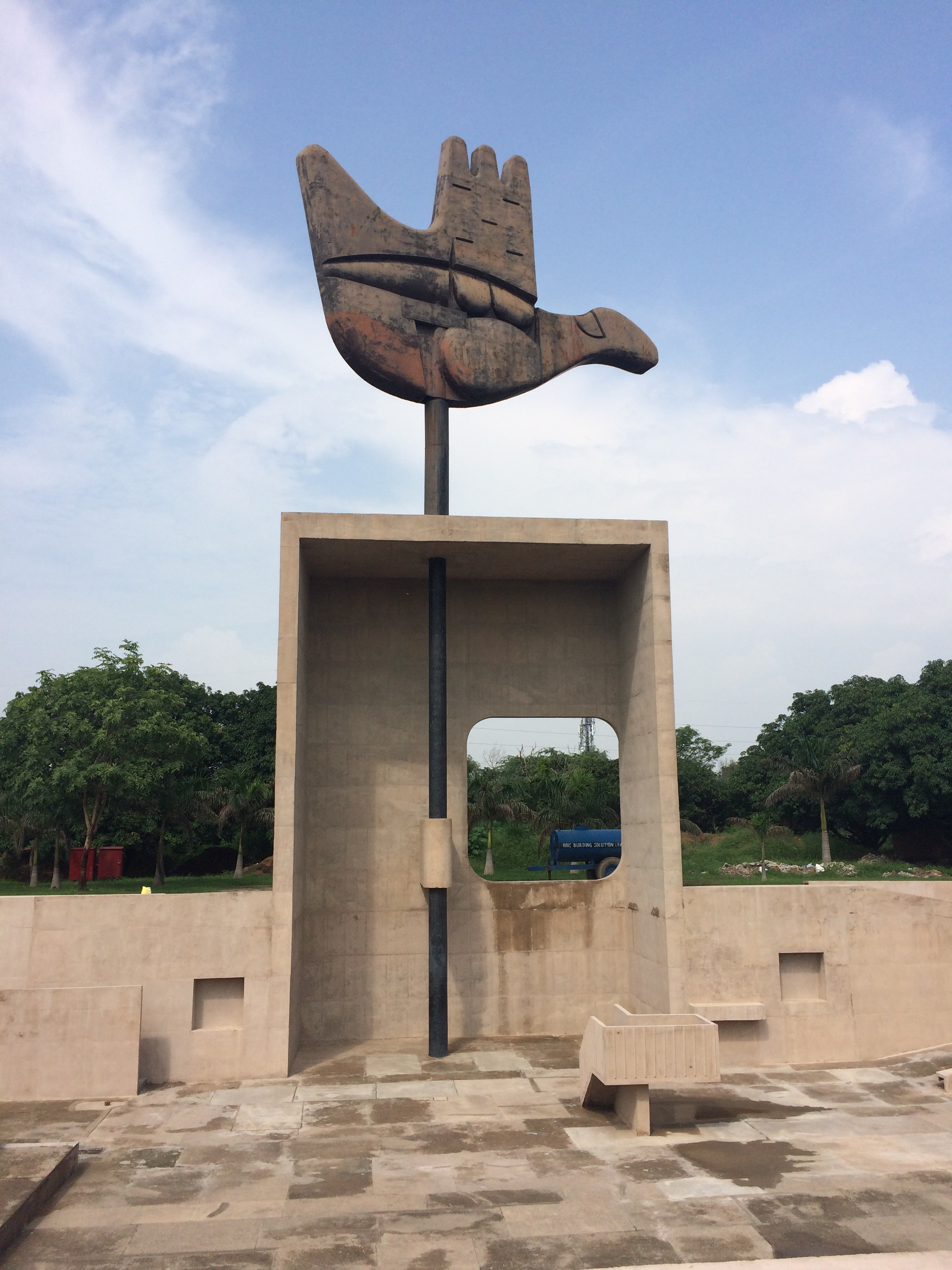
Pomnik Otwartej Dłoni (2017)
Poruszanie się pomnika Otwartej Dłoni (2017)
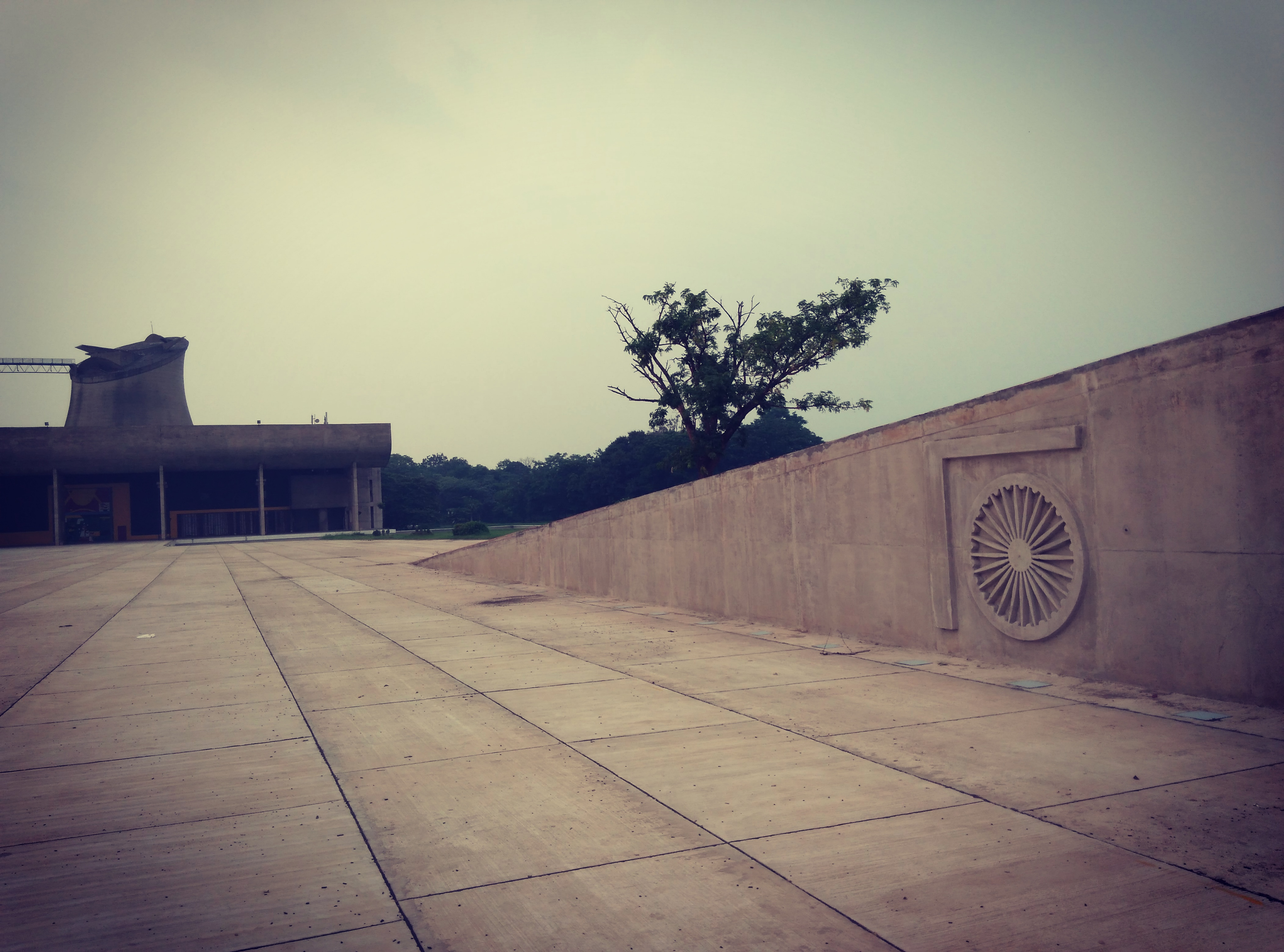
Czakra Aśoki na Pomniku Męczenników (2016)
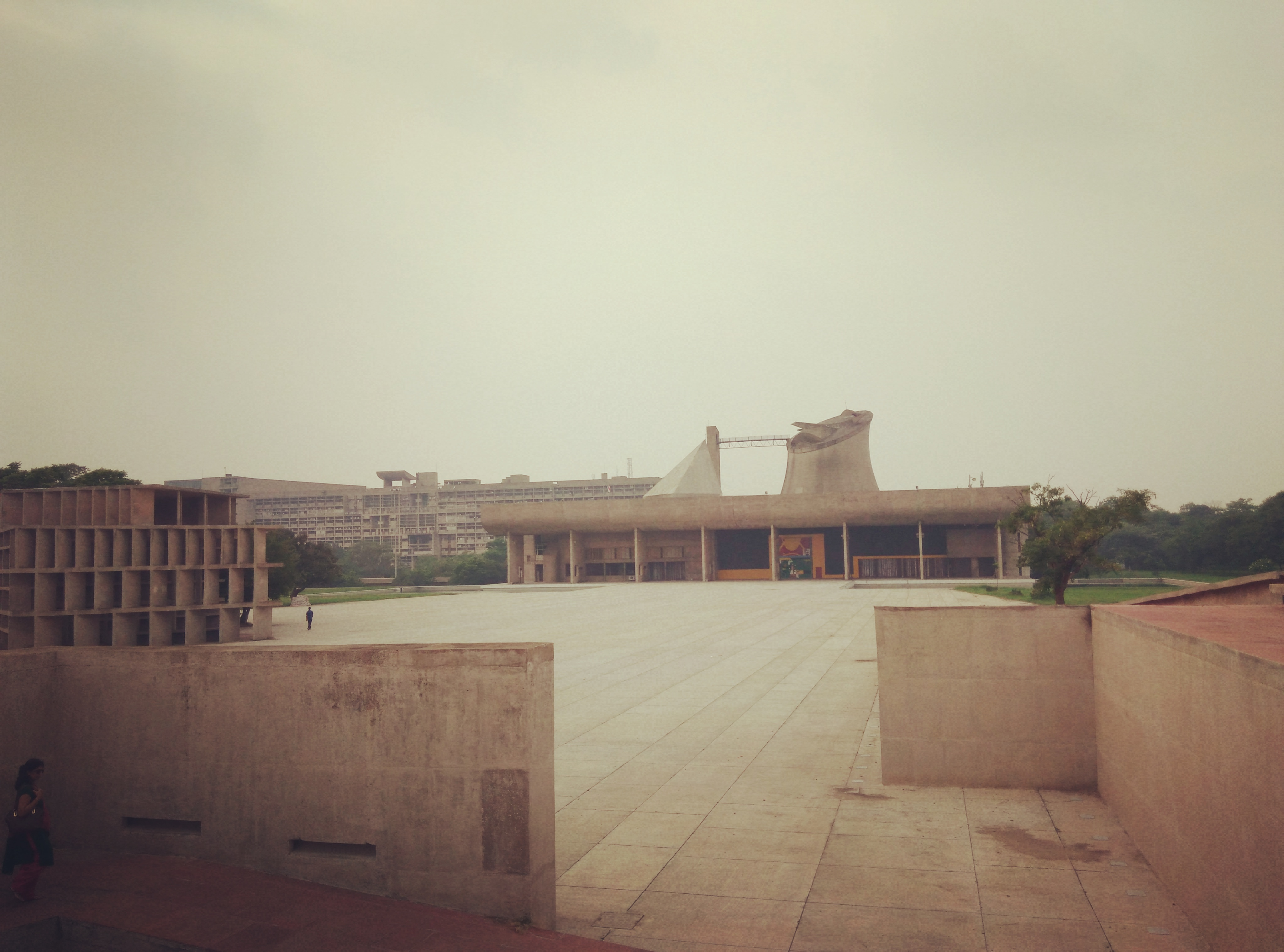
Esplanada widziana spod Pomnika Męczenników (2016)
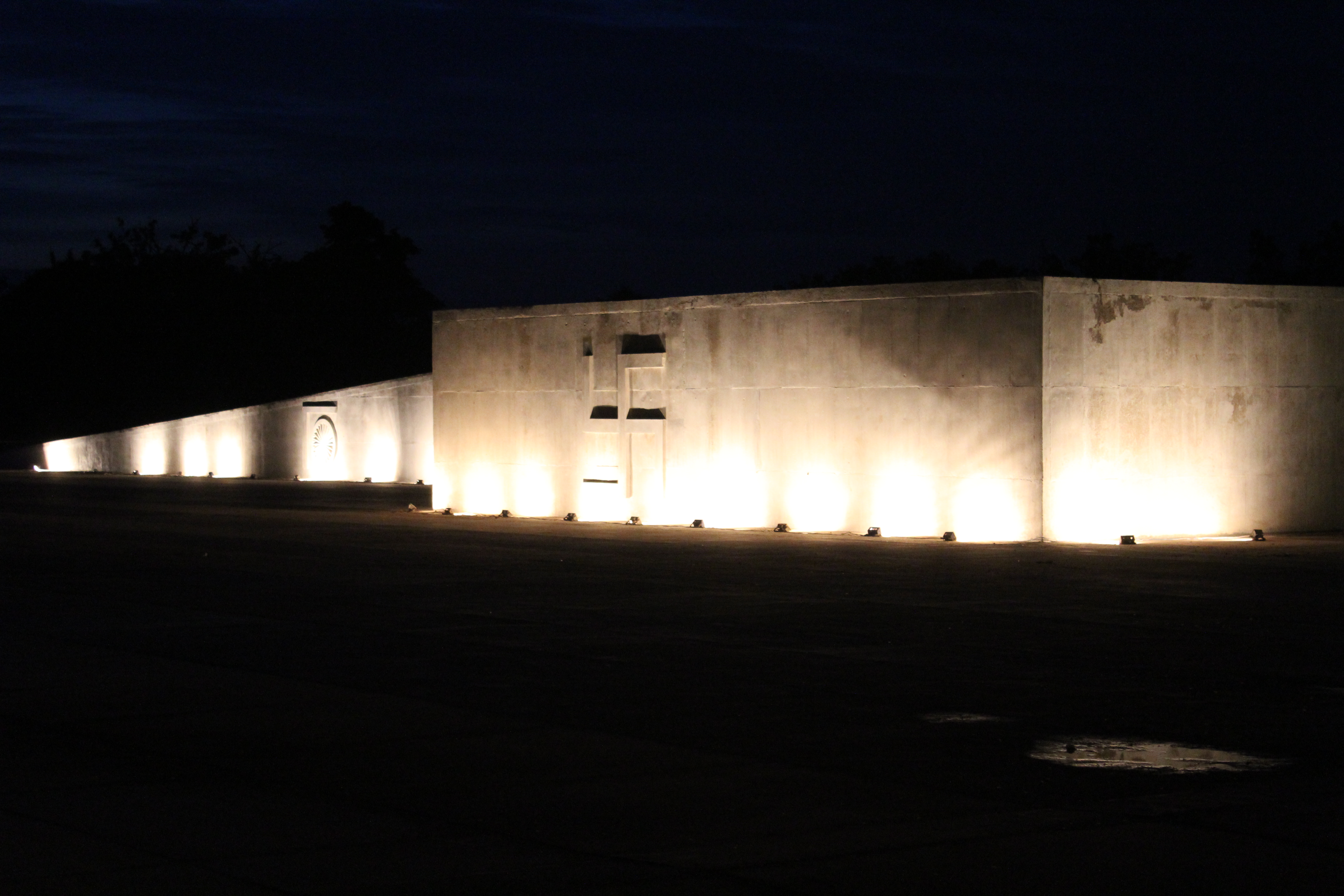
Pomnik Męczenników nocą (2016)
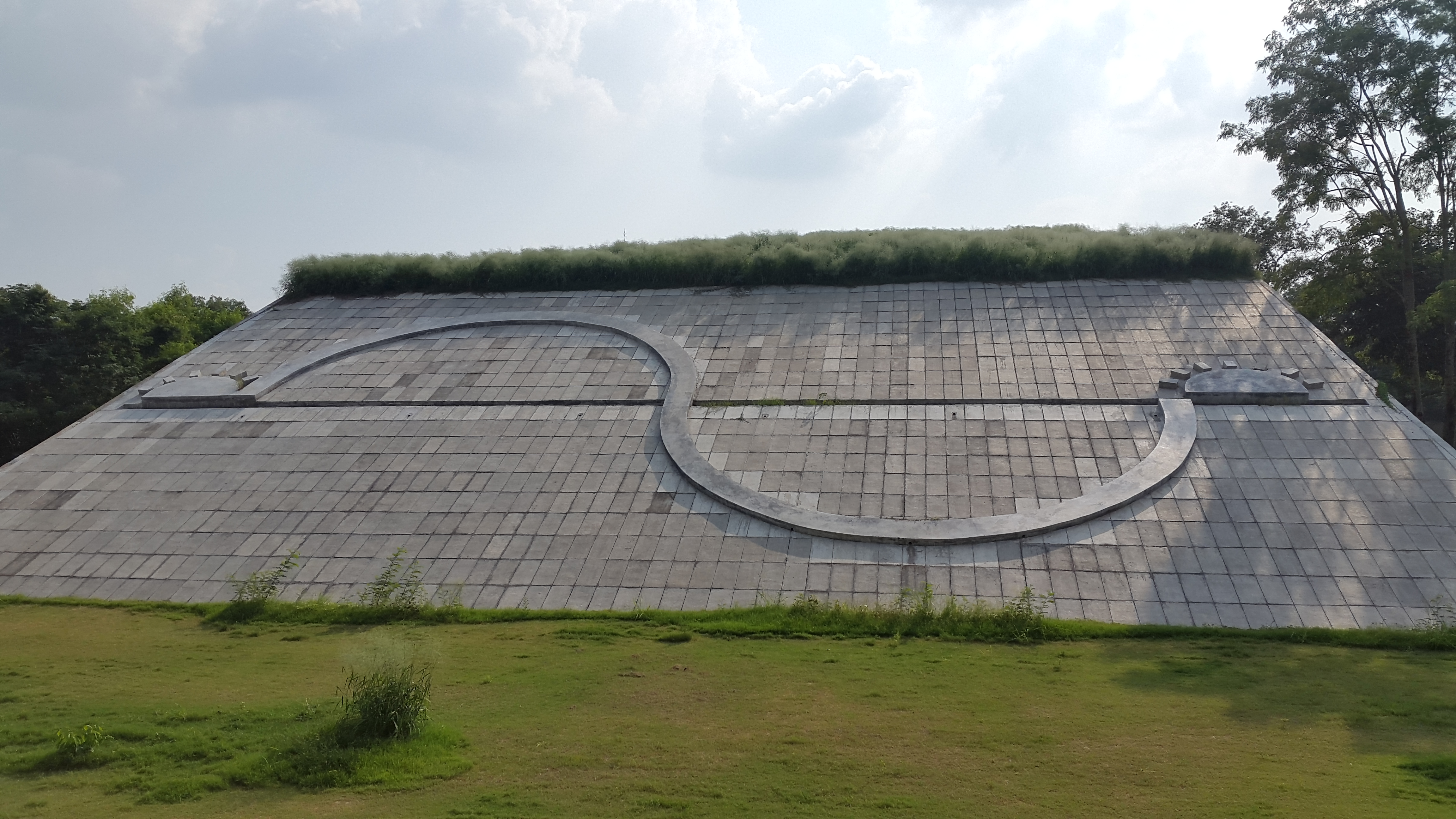
Relief na Wzgórzu Geometrycznym (2016)